# Pierre Baitelli
Pierre Lacerda Baitelli (Petrópolis, 10 de novembro de 1983) é um ator brasileiro.

## Biografia
Em 1999 Pierre se mudou para o Rio de Janeiro para estudar teatro e, após alguns cursos livres e concluir o Ensino Médio, se formou profissionalmente em Artes Cênicas pelo Centro Universitário da Cidade do Rio de Janeiro (UniverCidade).
Em 2002 iniciou a carreira no teatro, realizando diversas montagens e musicais ao longo dos anos. Em 2005 fez sua estreia na televisão na telenovela , na Band, interpretando o guitarrista Chuck, que fazia parte da banda da protagonista.
Em 2008 interpretou Escobar na minissérie Capitu, melhor amigo do protagonista Bentinho, o qual fica em dúvida se teve um caso com a personagem-título, sendo a história baseada no livro Dom Casmurro. Em 2009 esteve no elenco do seriado Cinquentinha no papel do ambicioso antagonista gay Carlo, o qual foi bem recebido pelo público e acabou permanecendo na continuação da história, a série Lara com Z. Entre 2011 e 2012 esteve no elenco da décima nona temporada de Malhação como o misterioso Douglas, que supostamente morre no início da história, mas que continua presente na vida das pessoas, deixando-as em dúvida sobre sua sobrevida, tendo a história inspirada no seriado estadunidense Lost.
Em 2013 estreou no horário nobre em Amor à Vida, interpretando o preconceituoso médico Laerte, que rejeita a paixão de sua vida ao descobrir que ela tem HIV. Entre 2015 e 2018 esteve no seriado Magnífica 70, da HBO Brasil, sobre a década de 1970 e a ditadura militar no Brasil, interpretando o revoltado Dario. Em 2016 deu vida ao bondoso Antônio em A Lei do Amor, que sofre por ser apaixonado por uma moça com câncer que o rejeitava. Em 2018 é convidado para interpretar o personagem de maior destaque de sua carreira, Natanael Bartolomeu na telenovela Jesus, um dos doze apóstolos do personagem principal.
Interpreta o compositor Radamés Gnatalli no filme Pixinguinha, Um Homem Carinhoso de 2021.

## Teatro
| Ano     | Título                           | Personagem     |
| ------- | -------------------------------- | -------------- |
| 2002    | Felizes para Sempre              | Gabriel        |
| 2003    | Cânticos Infernais               | Gregório       |
| 2003    | O Viajante da Terra              | Alan           |
| 2004    | Coroa de Orquídeas               | Fábio          |
| 2005    | Epaminondas                      | Epaminondas    |
| 2006    | The Fifth Sun                    | James          |
| 2007    | Um Dia, um Sol                   | Rafael         |
| 2007    | Into the Woods                   | João           |
| 2008    | Valentin                         | Felipe         |
| 2008    | Conferência dos Pássaros         | Fuqur          |
| 2009–10 | O Despertar da Primavera         | Melchior Gabor |
| 2011    | Hedwig e o Centímetro Enfurecido | Hedwig         |
| 2012–13 | O Mágico de Oz                   | Espantalho     |
| 2013–14 | Vênus em Visom                   | Thomas         |
| 2015    | Savana Glacial                   | Michel         |
| 2016    | Enterro dos Ossos                | Felipe         |
| 2017–18 | Doce Pássaro da Juventude        | Chance Wayne   |
| 2018    | O Coração Normal                 | Ned Weeks      |

## Filmografia

### Televisão
| Ano     | Título                      | Personagem                          | Notas                                       |
| ------- | --------------------------- | ----------------------------------- | ------------------------------------------- |
| 2005    | Floribella                  | Chuck                               | Episódio: "4 de abril"                      |
| 2007    | Pé na Jaca                  | Bruno                               | Episódio: "15 de fevereiro"                 |
| 2007    | Por Toda Minha Vida         | André Pretorius                     | Episódio: "Renato Russo"                    |
| 2008    | Capitu                      | Ezequiel de Sousa Escobar (Escobar) |                                             |
| 2009    | Cinquentinha                | Carlo Berganti                      |                                             |
| 2011    | Lara com Z                  | Carlo Berganti                      |                                             |
| 2011–12 | Malhação Conectados         | Douglas Guimarães de Oliveira       | Temporada 19                                |
| 2013    | Amor à Vida                 | Dr. Laerte Torres                   |                                             |
| 2015–18 | Magnífica 70                | Dario                               |                                             |
| 2016    | A Lei do Amor               | Antônio Ferrari Maciel              |                                             |
| 2018    | Se Eu Fechar os Olhos Agora | Cassiano                            | Episódio: "1"                               |
| 2018    | Jesus                       | Natanael Bartolomeu                 |                                             |
| 2019    | Vítimas Digitais            | Felipe                              | Episódio: "Renata"                          |
| 2019    | Santos Dumont               | Henry Breckinridge                  | Episódio: "Por Ares Nunca Dantes Navegados" |
| 2020    | Reality Z                   | Robson                              |                                             |
| 2021    | Passaporte para Liberdade   | Tenente Grass                       |                                             |
| 2023    | Amor Perfeito               | Felipe Neves                        | Episódios: "10–13 de julho"                 |
| 2025    | Mania de Você               | Douglas Mendonça                    | Episódios: "10–20 de março"                 |

### Cinema
| Ano  | Título                                     | Personagem | Notas          |
| ---- | ------------------------------------------ | ---------- | -------------- |
| 2002 | Ensaio                                     | —          | Curta-metragem |
| 2009 | Os Normais 2: A Noite Mais Maluca de Todas | —          |                |
| 2010 | Como Esquecer                              | Nani       |                |
| 2012 | Estado de Exceção                          | Ariel      |                |
| 2021 | Pixinguinha, Um Homem Carinhoso            | Radamés    |                |
| 2025 | A Própria Carne                            | Gabriel    |                |